# Modest Iljin
Modest Iljin ps. „Klin” (ur. 6 lipca?/19 lipca 1909 w Orenburgu na Syberii, zm. 24 lutego 1941) – hubalczyk, podporucznik magister inżynier Wojska Polskiego.

## Życiorys
Do Polski przyjechał w 1922. Po zdaniu matury odbył w Szkole Podchorążych Rezerwy Kawalerii w Grudziądzu służbę wojskową. Studiował na Wydziale Inżynierii Lądowej Politechniki Warszawskiej, którą ukończył w czerwcu 1939. Na stopień podporucznika został mianowany ze starszeństwem z 1 stycznia 1935 i 7. lokatą w korpusie oficerów rezerwy kawalerii.
W sierpniu zmobilizowany do Ośrodka Zapasowego Suwalskiej i Podlaskiej Brygady Kawalerii, a następnie trafił do 110 pułku ułanów w Wołkowysku. Gdy ważyły się losy oddziału w Puszczy Augustowskiej, pozostał z majorem Henrykiem Dobrzańskim. Nabawiwszy się ischiasu opuścił oddział i wyjechał do Warszawy.
9 lipca 1940 został aresztowany przez Niemców. Więziony do września na Pawiaku, a następnie został wywieziony w nieznanym kierunku. Jego siostra Cezaria Iljin-Szymańska otrzymała w październiku wiadomość, że przebywa w Radomiu. Próbowała mu pomóc, ale jej wysiłki okazały się bezskuteczne. Otrzymała trzy listy z Oświęcimia, z których ostatni był z datą 16 lutego 1941. 2 października została wezwana na ul. Daniłowiczowską, gdzie wręczono jej świadectwo zgonu, w którym podano datę 24 lutego 1941 jako datę śmierci brata. Z wiadomości jakie zebrała rodzina wynikało, że ppor. Iljin został przewieziony do Radomia i tam zastrzelony.